# جورج نيلسون (لاعب كرة قدم أسترالية)
جورج نيلسون (بالإنجليزية: George Nelson)‏ هو لاعب كرة قدم أسترالية أسترالي، ولد في 26 أبريل 1919 في Collingwood, Victoria ‏ في أستراليا، وتوفي في 9 مارس 1981.

## وصلات خارجية
- جورج نيلسون على موقع AustralianFootball.com (الإنجليزية)
- جورج نيلسون على موقع AFLtables.com (الإنجليزية)